# حادثة قطار طوخ
حادثة قطار طوخ هي حادثة وقعت يوم الأحد 18 أبريل 2021 الموافق 5 رمضان 2021 في مدينة طوخ في محافظة القليوبية شمال العاصمة المصرية القاهرة، حيث خرجت أربع عربات من القطار المتجه من القاهرة إلى مدينة المنصورة، وأعلنت وزارة الصحة المصرية عن وفاة 11 شخصًا وإصابة 98 آخرين. وهو خامس حادث قطارات في مصر خلال شهر.

## الحادثة
وقعت الحادثة في يوم الأحد 18 أبريل 2021 أثناء مرور قطار 949/ 3209 سياحي والمتجه من القاهرة إلى المنصورة، وفى تمام الساعة 1:54 مساء، سقطت 4 عربات من القطار بمدخل محطة سندنهور، حيث انقلعت القضبان من مكانها وانحدر القطار عن مساره وانقلبت عرباته مما تسبب بمقتل 11 شخصًا وإصابة 98 آخرين، وتأتي هذه الحادثة بعد نحو 3 أسابيع من حادثة تصادم قطاري سوهاج التي وقعت في السادس والعشرين من شهر مارس الماضي، وتسبب الحادثة بوفاة 19 شخصًا وإصابة أكثر من 150 آخرين.

## التحقيقات
بحسب وسائل الإعلام المصرية، كشفت التحقيقات الأولية أن السرعة الزائدة لقطار طوخ وراء الحادثة والمنطقة تخضع لإصلاحات. حيث كان يسير القطار بسرعة نحو 120 كم/سا، ومنطقتي سندهور وطوخ مناطق إصلاحات ومن المفترض ألا يسير القطار بسرعة تتجاوز 30 كم/سا، وتسببت سرعة القطار في انقلاع القضبان من مكانها وانحدار القطار من مكانه وانقلاب عرباته وسقوط عدد من الضحايا والمصابين. كما أكد مصدر أمني مصري أنه جرى التحفظ على سائق قطار طوخ، ومساعده سائق إضافة إلى عمال الإشارات والأبراج بالمنطقة ما بين طوخ وبنها للسكة الحديد، وذلك للتحقيق على إثر الحادث.

## الاستجابة
كلّف الرئيس المصري عبد الفتاح السيسي رئيس مجلس الوزراء مصطفى مدبولي، بتشكيل لجنة تضم أعضاء من هيئة الرقابة الإدارية والهيئة الهندسية للقوات المسلحة (مصر) والكلية الفنية العسكرية، وكليات الهندسة للوقوف على أسباب الحادث، وموافاته بتقرير مفصل عن الحادثة، كما توجه وزير النقل المصري كامل الوزير إلى موقع الحادث قطار طوخ لمعاينة الموقع ومعرفة ملابسات وقوعه، وأكد على «محاسبة جميع المسؤولين المتسببين عن الحادث، قائلا إنه "لن يهرب من تحمل المسئولية». ودفعت وزارة الصحة المصرية بـ58 سيارة إسعاف إلى مكان الحادث لنقل المصابين إلى مستشفيات بنها التعليمي وقليوب التخصصي وبنها الجامعي، كما توجهت وزيرة الصحة المصرية هالة زايد إلى محافظة القليوبية لمتابعة حالات المصابين. كما استقال أشرف رسلان رئيس هيئة السكك الحديد من منصبه على خلفية الحادثة.

## ردود الفعل
- السعودية: أعربت وزارة خارجية المملكة العربية السعودية عن بالغ الأسى لحادث قطار مدينة طوخ بالقرب من العاصمة المصرية القاهرة، وما نتج عنه من وقوع ضحايا ومصابين، وعبرت المملكة عن «خالص التعازي والمواساة لأسر الضحايا، ولجمهورية مصر العربية الشقيقة قيادةً وحكومةً وشعبًا، مع التمنيات للمصابين بالشفاء».[12]
- منظمة التعاون الإسلامي: أعرب الأمين العام لمنظمة التعاون الإسلامي يوسف بن أحمد العثيمين عن تعازيه ومواساته لأسر الضحايا وشعب وحكومة جمهورية مصر العربية في حادثة قطار مدينة طوخ.[13]
- الكويت: بعث أمير الكويت الشيخ نواف الأحمد الجابر الصباح وولي عهده الشيخ مشعل الأحمد الجابر الصباح، ورئيس مجلس الوزراء الكويتي الشيخ صباح الخالد الحمد الصباح برقيات تعزية إلى الرئيس المصري عبد الفتاح السيسي بضحايا حادثة القطار.[14]
- قطر: بعث أمير دولة قطر الشيخ تميم بن حمد آل ثاني برقية تعزية إلى الرئيس المصري عبد الفتاح السيسي في ضحايا حادث قطار الركاب بمحافظة القليوبية، متمنيا للمصابين الشفاء العاجل.[15]
- الأردن: بعث العاهل الأردني الملك عبد الله الثاني، برقية تعزية إلى الرئيس عبد الفتاح السيسي، بضحايا حادث قطار طوخ، مُعربًا عن «أصدق مشاعر التعزية والمواساة للرئيس السيسي وأسر الضحايا بهذا المصاب الأليم»، سائلا الله العلي القدير «أن يتغمد الضحايا بواسع رحمته، وأن يمنّ على المصابين بالشفاء العاجل، ويجنب مصر وشعبها كل مكروه».[16]
- تركيا: أعربت الخارجية التركية في بيان لها «عن حزنها العميق لسقوط الضحايا في حادث قطار القاهرة - المنصورة في مدينة طوخ محافظة القليوبية»، وقدمت «تعازيها للشعب المصري الصديق والشقيق ولذوي الضحايا وتمنت الشفاء العاجل للجرحى».[17]